# Lystrosaurus
Lystrosaurus (gr. "reptil pala"; en forma más precisa el término griego es λίστρον lístron ‘herramienta para limar, pala, pica, azada’) es un género extinto de terápsidos dicinodontos, conocidos como listrosaurios. Vivieron entre el Pérmico tardío al Triásico Inferior, hace unos 250 millones de años. Su rango geográfico incluye lo que ahora es la Antártida, India, China, Mongolia, Rusia europea y Sudáfrica. Se reconocen de cuatro a seis especies, aunque entre las décadas de 1930 a 1970 se consideraba que ese número era mucho mayor. Su tamaño variaba desde el de un perro pequeño a 2.5 metros de largo.
Siendo un dicinodonto, Lystrosaurus solo tenía dos dientes (un par de caniniformes en forma de defensas), y se piensa que tenía además un pico córneo que era usado para cortar en trozos la vegetación. Lystrosaurus era un animal herbívoro de constitución pesada, comparable a un cerdo. La estructura de la articulación de sus hombros y caderas sugiere que Lystrosaurus se movía con las extremidades en postura semiextendida. Los miembros delanteros eran más robustos que los posteriores, por lo que se piensa que este animal era un poderoso cavador que se alojaba en madrigueras.
Lystrosaurus sobrevivió a la extinción masiva del Pérmico-Triásico, hace 252 millones de años. Durante el Triásico Inferior, era por mucho el vertebrado terrestre más común, constituyendo hasta el 95% del total de individuos en algunos lechos fósiles. Los investigadores han ofrecido varias hipótesis sobre porqué Lystrosaurus sobrevivió al evento de extinción y prosperó a inicios del Triásico.

## Características

Tamaño de Lystrosaurus murrayi comparado con un humano.

Lystrosaurus era un dicinodonte de  0.6 a 2.5 metros de longitud y  un promedio de 0.9 metros, dependiendo de la especie.
A diferencia de otros terápsidos, los dicinodontes tenían hocicos muy cortos y carecían de dientes con la excepción de su par de caniniformes superiores en forma de colmillo. Generalmente se piensa que los dicinodontes tenían picos córneos como los de las tortugas para así cortar trozos de vegetación, los cuales eran a continuación triturados en un paladar secundario córneo cuando la boca se cerraba. La articulación de la mandíbula era débil y se movía hacia atrás y adelante en una acción de cortar, en lugar de los movimientos más comunes de lado a lado o de arriba abajo. Se considera que los músculos de la mandíbula estaba situados inusualmente hacia adelante y se alojaba en gran parte del espacio en la parte superior y posterior del cráneo. Como resultado, los ojos se situaban muy altos y hacia delante en el cráneo, y el rostro era muy corto.
Los rasgos del esqueleto indican que Lystrosaurus se movía con una postura semiextendida de sus extremidades. La esquina inferior posterior de la escápula estaba fuertemente osificada (constituida con hueso macizo), lo cual sugiere que el movimiento de la escápula contribuía a la longitud de la zancada de las extremidades delanteras y reducía la flexibilidad lateral del cuerpo. Las cinco vértebras del hueso sacro eran grandes pero no estaban fusionadas entre sí y a la pelvis, lo que hacía a la espalda más rígida y reducía sus movimientos de lado a lado mientras caminaba. Se considera que los terápsidos con menos de cinco vértebras del sacro tenían extremidades completamente extendidas, como ocurre en los lagartos modernos. Los dinosaurios y los mamíferos, los cuales tienen extremidades erguidas, poseen vértebras del sacro fusionadas entre sí y a la pelvis. Se cree que el refuerzo sobre cada acetábulo (la articulación de la cadera) habría evitado la dislocación del fémur mientras Lystrosaurus desarrollaba su marcha en postura semiextendida. Los miembros delanteros de Lystrosaurus eran grandes, y se cree que era un poderoso cavador.

## Distribución y especies
Los fósiles de Lystrosaurus se han encontrado en muchos lechos de fósiles terrestres del Pérmico Superior y el Triásico Inferior, los cuales son más abundantes en África, y en menor medida en partes de lo que ahora es India, China, Mongolia, la Rusia europea y la Antártida (la cual no se encontraba en el polo sur en aquella época).

### Especies halladas en África

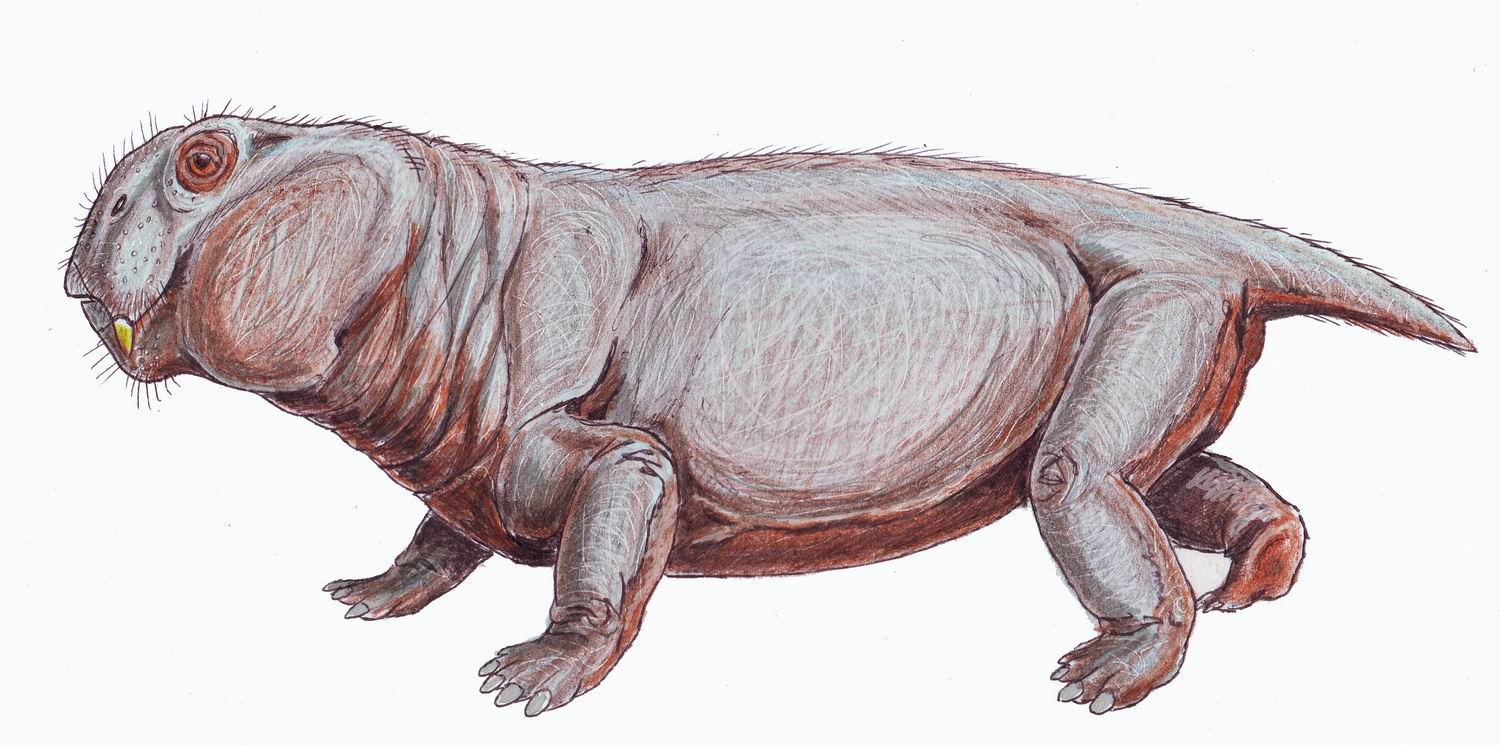
Lystrosaurus murrayi.

Muchos de los fósiles de Lystrosaurus se han encontrado en las formaciones Balfour y Katberg en la cuenca del Karoo en Sudáfrica; estos especímenes ofrecen el mejor prospecto de identificar especies ya que son los más numerosos y han sido estudiados durante un mayor tiempo. Como es frecuente con los fósiles, existe un debate entre la comunidad paleontológica acerca de exactamente cuantas especies han sido halladas en la cuenca del Karoo. Los estudios hechos entre las décadas de 1930 a 1970 sugirieron un gran número (hasta 23 en un caso). Sin embargo, por las décadas de 1980 a 1990, solo se reconocieron a seis especies fueron reconocidos en el Karoo: L. curvatus, L. platyceps, L. oviceps, L. maccaigi, L. murrayi y L. declivis. Un estudio publicado en 2011 redujo ese número a cuatro, al tratar a los fósiles antes catalogados como L. platyceps y L. oviceps como especímenes de L. curvatus.
L. maccaigi es la especie más grande y aparentemente la más especializada, mientras que L. curvatus era la de menor especialización. Una especie similar a Lystrosaurus, Kwazulusaurus shakai, también ha sido hallada en Sudáfrica. Aunque se asignó a su propio género, K. shakai es muy similar a L. curvatus. Por lo tanto algunos paleontólogos han propuesto que K. shakai fue posiblemente el ancestro o estaba muy cercanamente relacionado con los ancestros de L. curvatus, y por otra parte L. maccaigi habría surgido de un linaje diferente. L. maccaigi solo ha sido hallado en sedimentos del periodo Pérmico, y aparentemente no sobrevivió al evento de extinción del Pérmico-Triásico. Sus rasgos especializados y su repentina aparición en el registro fósil sin un ancestro obvio pueden indicar que inmigró al Karoo desde un área en la cual no se han encontrado sedimentos del Pérmico Superior.
L. curvatus se encuentra en una banda relativamente estrecha de sedimentos poco antes y poco después de la extinción masiva, y puede ser usado como un marcador aproximado para el límite entre los periodos Pérmico y Triásico. Un cráneo identificado como L. curvatus se ha encontrado en sedimentos del final del Pérmico de Zambia. Por muchos años se había pensado que no habían especímenes del Pérmico de L. curvatus en el Karoo, lo cual condijo a sugerir que L. curvatus había inmigrado desde Zambia hacia el Karoo. No obstante, al reexaminar los especímenes del Pérmico hallados en el Karoo algunos de ellos pudieron ser identificados como de L. curvatus, por lo cual no es necesario implicar una inmigración para explicar su presencia.
Por su parte, L. murrayi y L. declivis solo se encuentran en sedimentos del Triásico.

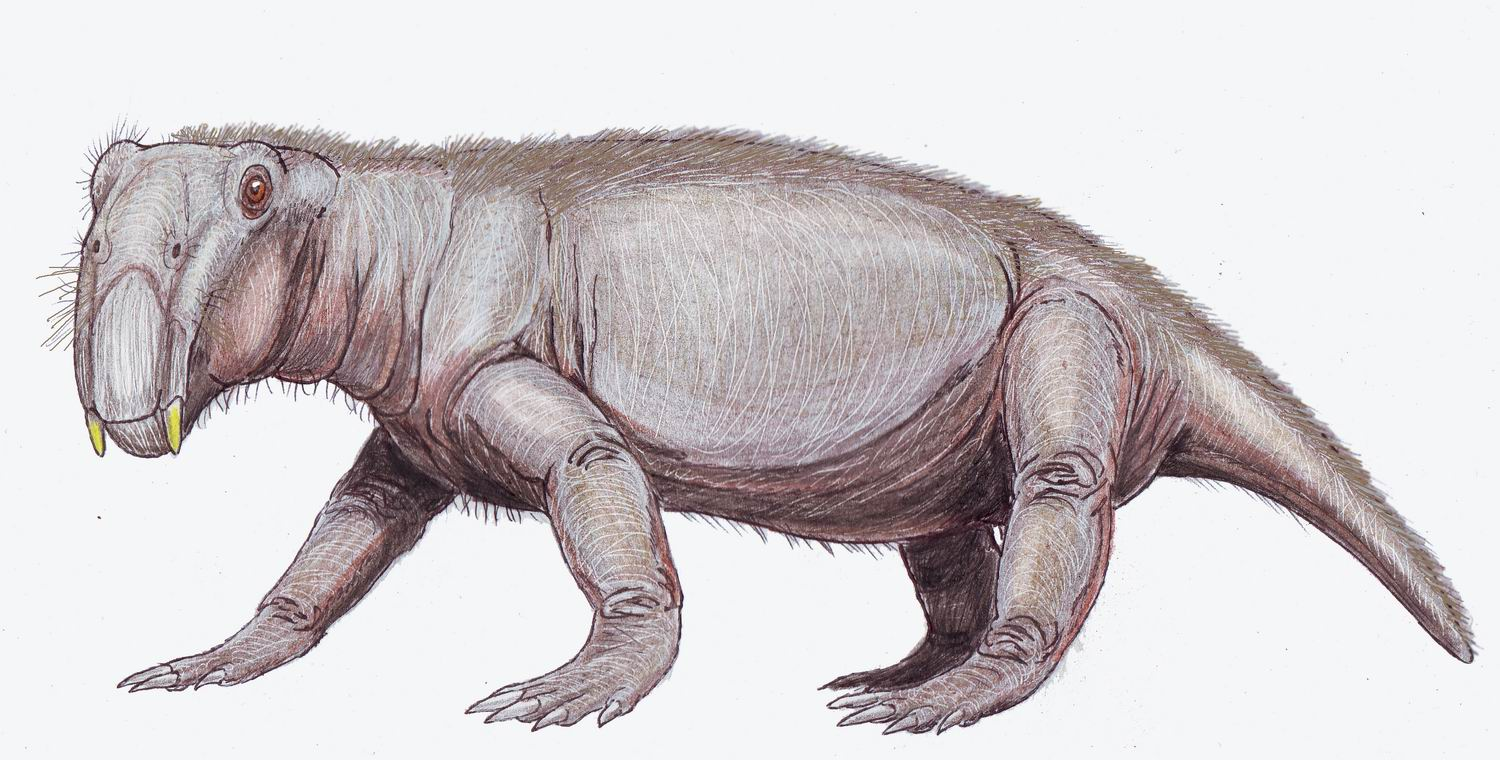
Lystrosaurus georgi.

### Otras especies
Los fósiles de Lystrosaurus georgi se han encontrado en sedimentos del Triásico Inferior de la cuenca de Moscú en Rusia. Probablemente estaba relacionado de cerca con la especie africana Lystrosaurus curvatus, la cual es considerada como la menos especializada y ha sido encontrada en sedimentos muy tardíos del Pérmico y tempranos del Triásico Inferior.

## Historia

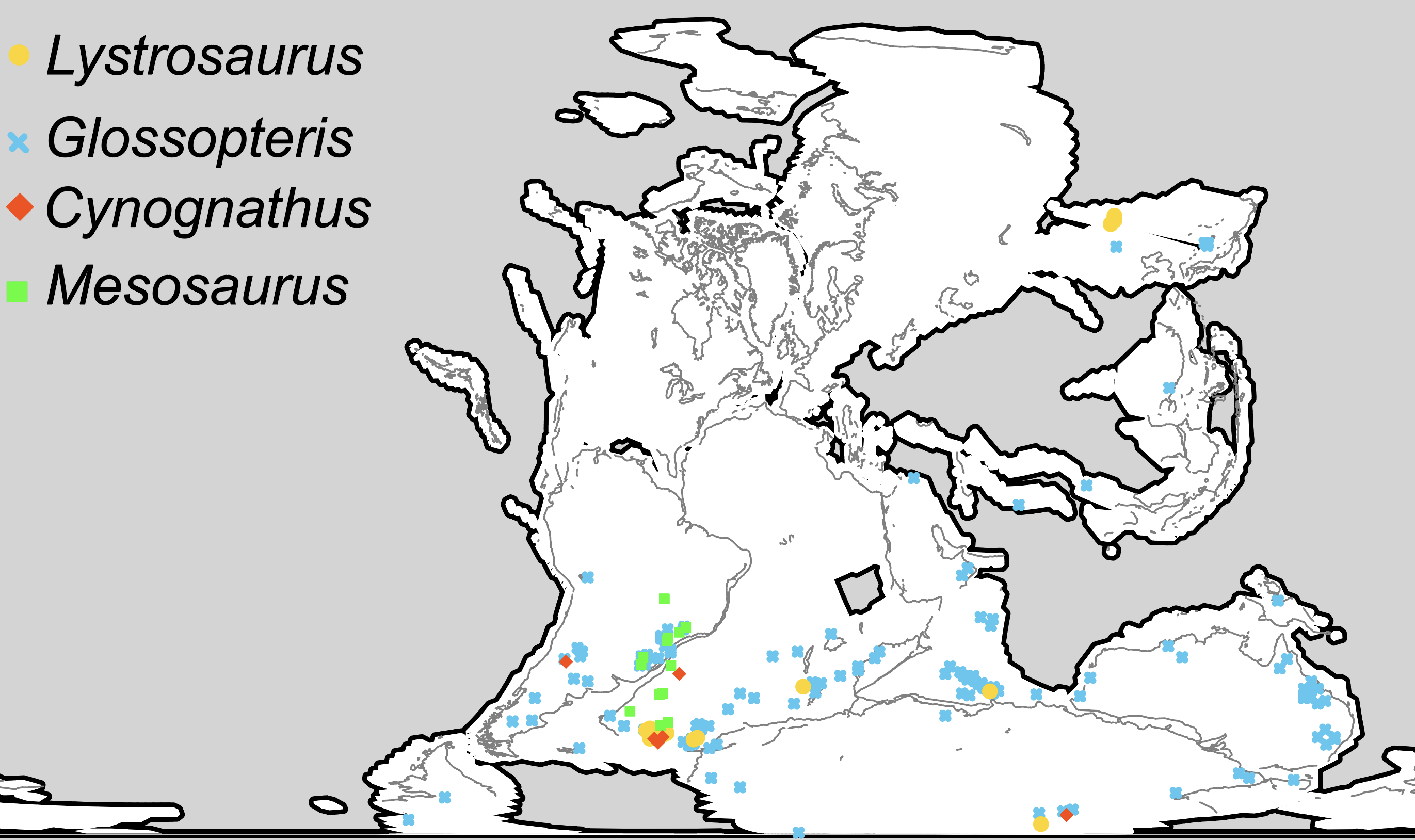
Distribución de cuatro taxones extintos del Pérmico y el Triásico usados como evidencia biogeográfica de la deriva continental y la formación de puentes terrestres. La ubicación de los restos de Lystrosaurus se muestra en círculos amarillos.

El Dr. Elias Root Beadle, un misionero de Filadelfia y un ávido coleccionista de fósiles, descubrió el primer cráneo de Lystrosaurus. Beadle escribió al eminente paleontólogo Othniel Charles Marsh, pero no recibió respuesta. En cambio el rival de Marsh, Edward Drinker Cope, se interesó mucho en ver este hallazgo, y describió y nombró a Lystrosaurus en la revista Proceedings of the American Philosophical Society en 1870. El nombre se deriva de las palabras del griego antiguo listron "pala" y sauros "lagarto". Marsh tardíamente adquirió este cráneo en mayo de 1871, aunque no es claro su interés en un espécimen ya descrito; él puede haber querido someter a un cuidadoso escrutinio la descripción e ilustraciones de Cope.

### Tectónica de placas
El descubrimiento de fósiles de Lystrosaurus en Coalsack Bluff en los Montes Transantárticos realizado por Edwin H. Colbert y su equipo entre 1969 a 1970 ayudó a dar soporte a la teoría de la tectónica de placas ya que los restos de Lystrosaurus habían sido hallados con anterioridad en el Triásico Inferior del sur de África así como en India e China, sustentando la conexión terrestre de estas áreas en esa época.

## Paleoecología

### Dominancia durante el Triásico Inferior
Lystrosaurus es notable por ser el elemento dominante en la fauna del sur de Pangea durante millones de años en el Triásico Inferior. Al menos una especie sin identificar de este género sobrevivió a la extinción masiva del Pérmico-Triásico y en ausencia de depredadores y de herbívoros competidores, logró prosperar y radiar en varias especies dentro del género, siendo así el grupo de vertebrados terrestres más común en esa época; en un momento dado, el 95% de los vertebrados terrestres eran Lystrosaurus. Esta fue la única vez que una única especie o género de animales terrestres tuvo tanta preponderancia en la Tierra. Algunos otros géneros de terápsidos pérmicos también sobrevivieron a la extinción masiva y aparecen en rocas del Triásico tales como los terocéfalos Tetracynodon, Moschorhinus e Ictidosuchoides, pero no parecen haber sido tan abundantes en el Triásico; la recuperación ecológica completa tomó 30 millones de años, entre el Triásico inferior y el Triásico Medio.
Se han propuesto varias explicaciones para explicar porqué Lystrosaurus sobrevivió a la gravísima extinción masiva del Pérmico-Triásico, la "madre de todas las extinciones en masa", y porqué fue tan dominante en la fauna del Triásico Inferior en una proporción sin precedentes:

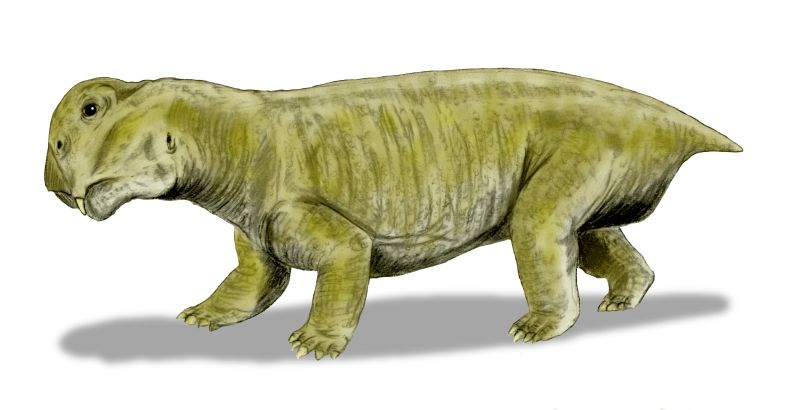
Lystrosaurus murrayi.

- Las marcas de crecimiento en colmillos fosilizados sugieren que los Lystrosaurus que vivieron en la Antártida hace unos 250 millones de años podían entrar en un estado prolongado de torpor análogo a la hibernación. Esta podría ser la más antigua evidencia de un estado similar a hibernar en un animal vertebrado e indica que el torpor se originó en los vertebrados antes de la evolución de los mamíferos y los dinosaurios.[18][19][20]
- Una de las hipótesis más recientes es que el evento de extinción redujo el contenido en oxígeno de la atmósfera e incrementó su proporción de dióxido de carbono, de modo que muchas especies terrestres murieron por las dificultades al respirar debidas a la hipoxia.[14] Por lo tanto se ha sugerido que Lystrosaurus sobrevivió y se volvió dominante gracias a su estilo de vida en madrigueras que le permitía lidiar con una atmósfera de "aire enrarecido", y que tiene características específicas de su anatomía como parte de su adaptación: un tórax en forma de barril que contenía grandes pulmones, fosas nasales cortas que facilitaban la respiración rápida, y apófisis neurales altas (las proyecciones en la parte dorsal de las vértebras) que le daban mayor apoyo a las músculos que expandían y contraían su tórax. Sin embargo, la idea no es del todo convincente: la caja torácica de Lystrosaurus no era significativamente más grande que la de otros dicinodontos que se extinguieron; aunque los dicinodontos del Triásico parecen haber tenido apófisis neurales más largas que las de sus contrapartes pérmicas, este rasgo puede estar más relacionado con su postura, locomoción o incluso su simple tamaño corporal que con su eficiencia respiratoria; y finalmente L. murrayi y L. declivis son mucho más abundantes que otros animales excavadores del Triásico Inferior tales como Procolophon o Thrinaxodon.[7]

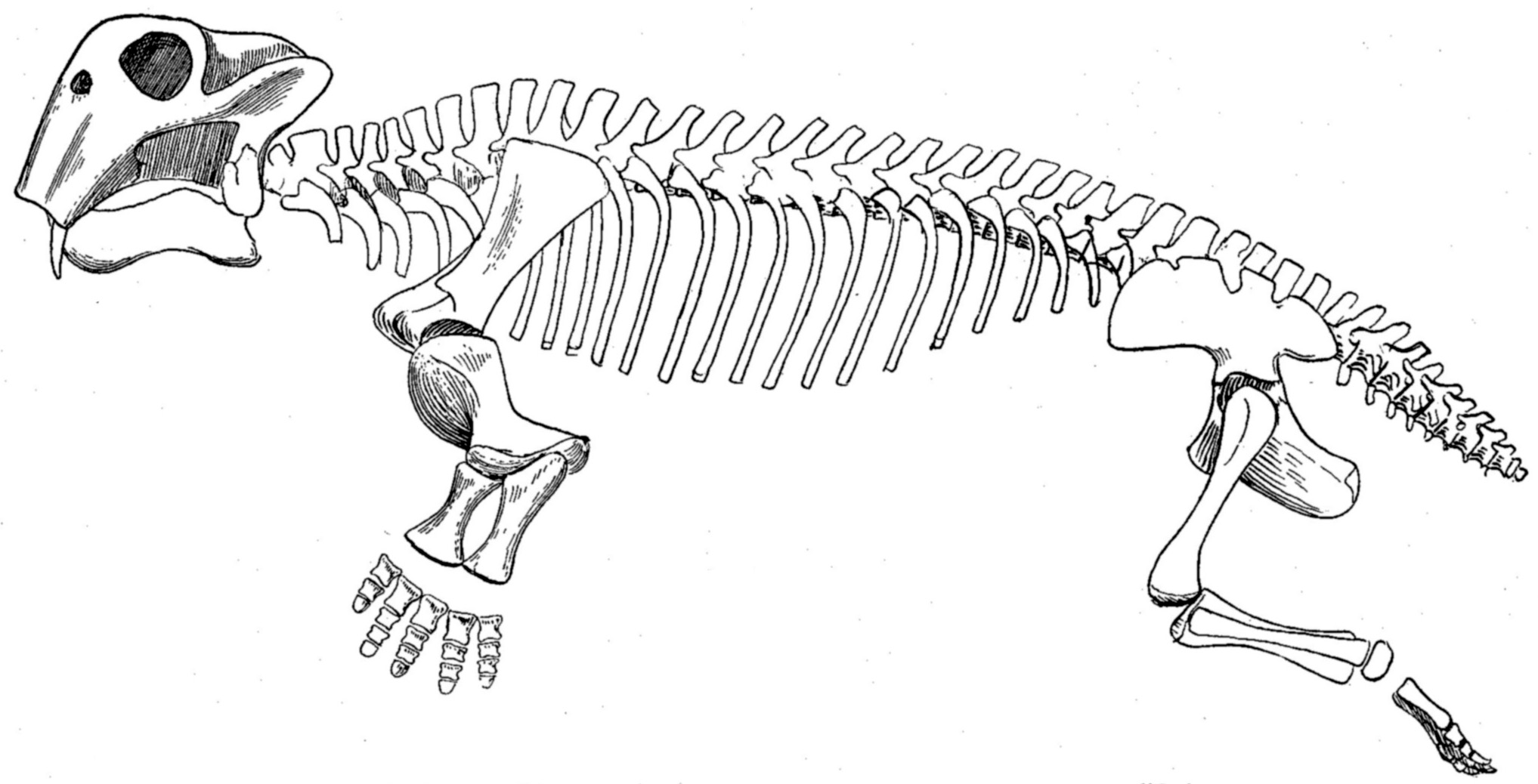
Diagrama del esqueleto de Lystrosaurus.

- La sugerencia de que Lystrosaurus pudo sobrevivir gracias a un estilo de vida semiacuático tiene un problema similar: aunque los temnospóndilos se hicieron mucho más abundantes en los sedimentos del Triásico en el Karoo, son menos abundantes que los restos de L. murrayi y L. declivis.[7]
- Los animales más especializados y de mayor tamaño suelen estar en mayor riesgo de desaparecer en una extinción en masa; esto puede explicar porqué la poco especializada especie L. curvatus sobrevivió mientras que la especie más especializada y mayor L. maccaigi pereció junto con otros grandes herbívoros y carnívoros al terminar el Pérmico.[7] Aunque en general Lystrosaurus parece bien adaptado a alimentarse de plantas similares a Dicroidium, la cual dominó el Triásico Inferior, el gran tamaño de L. maccaigi lo habría forzado a depender de los miembros mayores de la flora de Glossopteris, la cual no sobrevivió a la extinción masiva.[7]
- Solo el terocéfalo de 1,5 metros de largo Moschorhinus y el gran arcosauriforme Proterosuchus parecen haber sido lo suficientemente grandes para haber depredado a las especies triásicas de Lystrosaurus, y esta escasez de depredadores puede haber sido la responsable de un aumento súbito de la población de Lystrosaurus durante el Triásico Inferior.[7]
- De acuerdo con el paleontólogo Michael Benton, "quizás la sobrevivencia de Lystrosaurus fue simplemente una cuestión de suerte".[13]